# Ароания
Ароа́ния (греч. Αροάνια) или Хелмо́с (Хельмос, Χελμός) — горный хребет в Греции, на севере Пелопоннеса. С высотой 2355 метров горы Ароания являются третьими по высоте горами на Пелопоннесе, после Тайгета и Килини. Крупнейший населённый пункт, расположенный в горах, — малый город Калаврита. Горы расположены в общине (диме) Калаврите.

## География
Горы Ароания расположены в юго-восточной части Ахеи, недалеко от границы с Коринфией. В 15 км на восток расположены чуть более высокие горы Килини, с которыми Ароания разделены долиной реки Ольвиос. В горах Ароания берут начало реки Криос, Кратис и Вурайкос, впадающие в Коринфский залив, а также река Ароаниос, впадающая в Ионическое море.
В горах расположена обсерватория Хелмос и горнолыжный курорт. Кроме того здесь находится Пещера озёр, монастырь Мега-Спилео и город Калаврита.
Высочайшие пики гор Ароания:
- Псили-Корифи – 2355 м;
- Нерайдорахи – 2341 м;
- Аэторахи – 2335 м;
- Кокиноврахос – 2315 м;
- Гардики – 2182 м;
- Авго – 2138 м;
- Ниси – 2080 м.

Южными отрогами гор Ароания являются гора Дурдувана (Пенделия) высотой 2109 метров и гора Ориксис (Сайтас) высотой 1814 метров, продолжением которых являются Олийиртос (Олигирт) в Аркадии и Килини в Коринфии. В области села Кастелион горы Ароания соединяются с горой Афродисион (Афродисий, 1447 м) на границе с Аркадией. Через Калифони (1998 м) на границе Элиды горы Ароания соединяются с горой Эримантос или Оленос (2223 м), покрытой хвойным лесом.

## Флора и фауна
Горы Ароания на высотах от 800 до 1800 метров покрыты сосновыми лесами. На высоте больше 1800 метров расположены луга и пустоши. В горах Ароания обитает несколько видов бабочек, в том числе голубянки, на высоте от 1100 метров.

## См.также
- Список гор Греции